# Ла Рода де Андалусия
Ла Рода де Андалусия (на испански: La Roda de Andalucía) е населено място и община в Испания. Намира се в провинция Севиля, в състава на автономната област Андалусия. Общината влиза в състава на района (комарка) Сиера Сур де Севиля. Заема площ от 77 km². Населението му е 4451 души (по преброяване от 2010 г.). Разстоянието до административния център на провинцията е 123 km.

## Демография
| 1996 | 1998 | 1999 | 2000 | 2001 | 2002 | 2003 | 2004 | 2005 | 2006 |
| ---- | ---- | ---- | ---- | ---- | ---- | ---- | ---- | ---- | ---- |
| 4175 | 4194 | 4194 | 4193 | 4206 | 4245 | 4214 | 4260 | 4322 |      |